# Boesenbergia rotunda
Boesenbergia rotunda, conocida como jengibre chino, es una planta medicinal y culinaria de China y sudeste de Asia. En inglés, la raíz se ha llamado tradicionalmente Fingerroot, porque el rizoma se asemeja a los dedos que crecen fuera de una pieza central.

## Descripción
Es una planta herbácea que alcanza un tamaño de aproximadamente 50 cm de altura. Su rizoma es de color amarillo brillante, oval, muy sabroso, y emite raíces fuertes. Las hojas, 4 o 5, tienen una nervadura roja, lígula con 2 ranuras de aproximadamente 5 mm, pecíolos 7-16 cm de largo, que forman un canal, la lámina elíptica, es de color verde en ambas superficies, de 25 -50 × 12.7 cm. La flor emerge desde el interior de la espata. Las flores son fragantes.

## Propiedades
En la cocina tailandesa es llamado krachai (thai|กระชาย). Se encuentra generalmente en vinagre o congelado. A veces se confunde con galangal menor (Alpinia officinarum), que también está en la familia Zingiberaceae. En Manipuri, se llama Yai-macha y la raíz se utiliza en el tratamiento de la amigdalitis y problemas gástricos. El polvo de la raíz se utiliza en caso de disentería. 

## Taxonomía
Boesenbergia rotunda fue descrita por (L.) Mansf. y publicado en Kulturpflanze 6: 239. 1958.
Etimología
Boesenbergia: nombre genérico que fue otorgado por Carl Ernst Otto Kuntze en honor de su hermana Clara y su marido Walter Boesenberg.
Sinonimia
- Boesenbergia pandurata (Roxb.) Schltr.
- Curcuma rotunda L.
- Kaempferia pandurata Roxb.
- Boesenbergia cochinchinensis (Gagnep.) Loes.
- Gastrochilus panduratus (Roxb.) Ridl.
- Gastrochilus rotundus (L.) Alston
- Kaempferia cochinchinensis Gagnep.
- Kaempferia ovata Roscoe[2]